# Timophanes

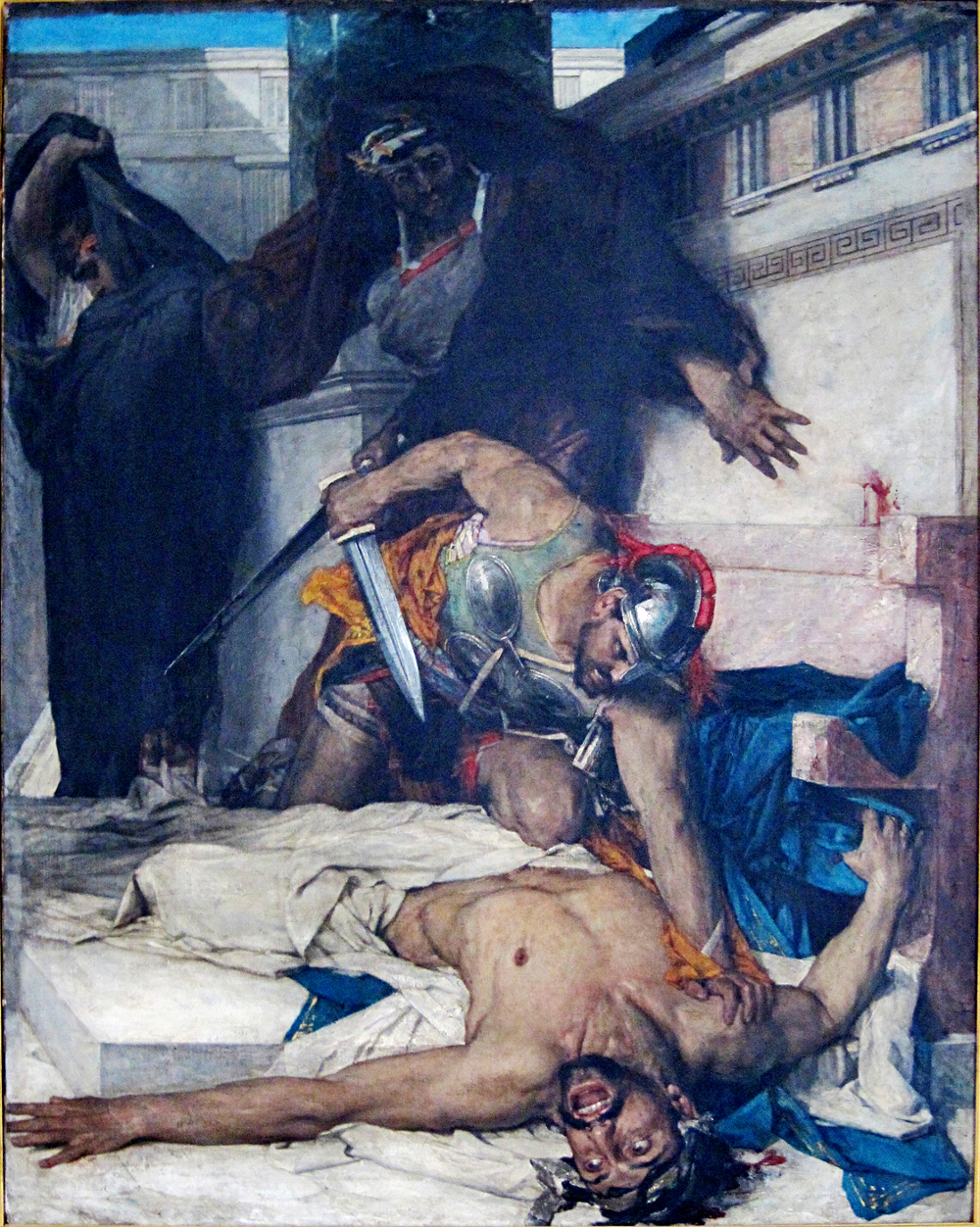
De dood van Timophanes door Léon Comerre (1874).

Timophanes (Oudgrieks Τιμοϕάνης; Korinthe, ca. 411 v.Chr. – Korinthe, ca. 366/365 v.Chr.) was een Korinthisch militair, en broer van de beroemde Korinthische staatsman en generaal Timoleon.
Timophanes werd geboren als oudste zoon van Timodemos en Demarete of Demariste. De poleis Sparta, Athene en Thebe hadden lange tijd met elkaar gestreden om de hegemonie over Griekenland. Teneinde haar belangen te verdedigen, gaf Korinthe, een demokratia, aan Timophanes een strijdmacht van vierhonderd huurlingen om te dienen als afschrikking voor haar vele rivalen in de Peloponnesos en Attica, waarbij Athene door Xenophon in het bijzonder als een aparte bedreiging wordt genoemd. Timophanes was, zoals Diodorus Siculus opmerkte een "opvallend rijk" man en gebruikte zijn rijkdom om de huurlingen tegen hun vorige werkgevers te doen keren. Diodorus vertelt hoe Timophanes zou rondlopen op de Korinthische agora met “een bende bruten”, met als doel zichzelf te installeren als tyrannos. Hij zou zelfs zover gaan dat hij een “groot aantal leidende burgers” ter dood liet brengen, voordat hij publiekelijk werd vermoord met de goedkeuring van zijn eigen broer Timoleon.